# Mesamphiagrion ovigerum
Mesamphiagrion ovigerum là một loài chuồn chuồn kim trong họ Coenagrionidae.
Mesamphiagrion ovigerum được Calvert miêu tả khoa học năm 1909.